# Pseudocatolaccus tamabae
Pseudocatolaccus tamabae är en stekelart som beskrevs av Ishii 1950. Pseudocatolaccus tamabae ingår i släktet Pseudocatolaccus och familjen puppglanssteklar. Inga underarter finns listade i Catalogue of Life.